# Художественная галерея имени Бруно Молажоли
Художественная галерея имени Бруно Молажоли (итал. Pinacoteca civica Bruno Molajoli) — музей в итальянском городе Фабриано, основанный в 1862 году и в 1988 году названный в честь местного историка искусств Бруно Молажоли (1905—1985). С 2006 года находится в здании больницы Санта-Мария-дель-Буон-Гезу. Коллекция известна, прежде всего, разделом средневекового искусства, в котором находятся фрески и деревянные скульптуры второй половины XIII и XIV веков.